# Bolesław Taborski (duchowny)
Bolesław Łukasz Taborski (ur. 18 października 1917 w Jarosławiu, zm. 18 listopada 2004 w Przemyślu) – polski duchowny rzymskokatolicki, biskup pomocniczy przemyski w latach 1964–1993, od 1993 biskup pomocniczy senior archidiecezji przemyskiej.

## Życiorys
Urodził się 18 października 1917 w Jarosławiu. W związku z pracą ojca dwa pierwsze lata życia spędził w Wiedniu, a od 1919 wychowywał się w Przeworsku. Od 1927 pobierał nauki w miejscowym gimnazjum, w następnym roku przeniósł się do męskiego Państwowego Gimnazjum I w Jarosławiu. W latach 1935–1938 odbył studia filozoficzno-teologiczne w Wyższym Seminarium Duchownym w Przemyślu, które w latach 1939–1939 kontynuował na Papieskim Uniwersytecie Gregoriańskim w Rzymie. Wskutek zagrożenia wybuchem wojny z Niemcami na przełomie sierpnia i września 1939 jako alumn IV roku odbył przyspieszone studium przygotowujące do przyjęcia święceń kapłańskich. 31 sierpnia 1939 otrzymał święcenia egzorcystatu i akolitatu, 2 września subdiakonatu, a 3 września diakonatu. Na prezbitera został wyświęcony 10 września 1939 w katedrze Wniebowzięcia Najświętszej Maryi Panny i św. Jana Chrzciciela w Przemyślu przez miejscowego biskupa diecezjalnego Franciszka Bardę. Po II wojnie światowej, w latach 1947–1950 uzupełniał studia na Wydziale Prawa Kanonicznego Katolickiego Uniwersytetu Lubelskiego, które ukończył z magisterium-licencjatem.
W październiku 1939, aresztowany przez funkcjonariuszy gestapo, przez kilkanaście dni był więziony w Przeworsku i Jarosławiu, po czym został wydalony na tereny znajdujące się pod okupacją sowiecką. Pracował jako wikariusz w parafiach Matki Bożej Wspomożycielki Wiernych w Sądowej Wiszni (1939–1945), Narodzenia Najświętszej Maryi Panny we Frysztaku (1945–1947) oraz farnej św. Wojciecha i św. Stanisława w Rzeszowie (1950). W latach 1950–1951 świadczył pomoc duszpasterską w parafii Wniebowzięcia Najświętszej Maryi Panny w Tarnobrzegu, a także był katechetą w miejscowym liceum ogólnokształcącym, skąd został zwolniony przez komunistyczne władze szkoły. W latach 1951–1958 pracował jako notariusz w kurii biskupiej. Pełnił funkcje referenta ds. duszpasterstwa prawników i ds. małżeńskich, przewodniczył komisjom ds. organistowskich, charytatywnej i egzaminacyjnej, należał do komisji liturgicznej oraz ds. rent i emerytur. W sądzie biskupim zajmował stanowiska: notariusza (1952–1953), obrońcy węzła małżeńskiego (1953–1958), wiceoficjała (1958–1960) i oficjała (1960–1972). Uczestniczył w przygotowaniach i pracach synodu diecezji przemyskiej w 1955, a także w procesach beatyfikacyjnych biskupa Józefa Sebastiana Pelczara i księdza Jana Balickiego. W latach 1951–1952 pracował jako ojciec duchowny w Niższym Seminarium Duchownym w Przemyślu. W Wyższym Seminarium Duchownym w Przemyślu wykładał liturgikę i prawo kanoniczne.
31 października 1963 został prekonizowany biskupem pomocniczym diecezji przemyskiej ze stolicą tytularną Dices. Święcenia biskupie otrzymał 2 lutego 1964 w bazylice katedralnej Wniebowzięcia Najświętszej Maryi Panny i św. Jana Chrzciciela w Przemyślu. Konsekrował go Franciszek Barda, biskup diecezjalny przemyski, w asyście biskupów pomocniczych przemyskich: Wojciecha Tomaki i Stanisława Jakiela. Jako zawołanie biskupie przyjął słowa „In veritate” (W prawdzie). W latach 1963–1993 piastował urząd wikariusza generalnego diecezji. W kurii biskupiej był przewodniczącym wydziału liturgiczno-sakramentalnego, należał do komisji liturgicznej, komisji egzaminacyjnej i komisji ds. rent i emerytur, zasiadał w kolegium konsultorów, radzie kapłańskiej i radzie duszpasterskiej Był kanonikiem kapituły katedralnej. 27 lutego 1993 została przyjęta jego rezygnacja z obowiązków biskupa pomocniczego archidiecezji przemyskiej.
W ramach prac Episkopatu Polski był członkiem Komisji ds. Środków Społecznego Przekazu (1964–1969), Komisji ds. Duszpasterstwa Emigracji (1969–1974) i Komisji ds. Trzeźwości (1974–1984). W latach 1964–1965 wziął udział w III i IV sesji soboru watykańskiego II. Był współkonsekratorem podczas sakr biskupów pomocniczych przemyskich: Stefana Moskwy (1984) i Edwarda Frankowskiego (1989).
Zmarł 18 listopada 2004 w Przemyślu. 20 listopada 2004 został pochowany w rodzinnym grobowcu na Starym Cmentarzu w Przeworsku.

## Odznaczenia i wyróżnienia
W 2004 nadano mu honorowe obywatelstwo Przemyśla.
W 2003 został udekorowany Odznaką Honorową Sybiraka nadaną przez Związek Sybiraków.